# Jürgen von Funck
Jürgen Ludwig Otto Freiherr von Funck:558 (* 10. August 1882 in Magdeburg; † 28. Juli 1963 in Vaalserquartier).:321 Anm. 206 war ein preußischer Verwaltungsbeamter und 1919/1920 auftragsweise Landrat des Landkreises Aachen.

## Leben und Werdegang
Jürgen von Funck war der Sohn des preußischen Generals der Infanterie Richard von Funck (1841–1906) und dessen ersten Ehefrau Martha, geborene von Holtzendorff (1855–1884). Er studierte von 1902 bis 1905 an den Universitäten in Freiburg und Göttingen Rechts- und Staatswissenschaften. Nach deren Abschluss trat er im Jahr 1905 als Gerichtsreferendar in den preußischen Verwaltungsdienst ein, 1910 folgte seine Ernennung zum Regierungsassessor. 1918 wechselte er als Regierungsrat an die Regierung Aachen. Sein Dienstherr beauftragte ihn dann, nach dem Tod des bisherigen Landrates, mit der Verwaltung des Landkreises Aachen, die er vom 22. November 1919 bis zum 1. April 1920 versah. Zu seiner Stammdienststelle zurückkehrend, wurde er dort 1926 zum Oberregierungsrat ernannt. Er trat erst nach 1945 in den Ruhestand.:321 Anm. 206

## Familie
Jürgen Freiherr von Funck heiratete am 13. Februar 1912 in Aachen-Burtscheid Gerda Püngeler (* 10. März 1892 in Rheydt), Tochter des Amtsgerichtsrates und Lepidopterologen Rudolf Püngeler und der Emma Helene, geb. Honigmann. Die Familie von Funck lebte auf Haus Paffenbroich in Aachen-Vaalserqartier.:558f Seine letzte Ruhestätte fand Jürgen von Funck auf dem Westfriedhof I in Aachen. Ihr Sohn Eberhard (1921–1941) war bei Krasnogwardeisk vor Leningrad gefallen.

## Auszeichnungen
- Erster Weltkrieg: Verdienstkreuz für Kriegshilfe[1]:558
- Zweiter Weltkrieg: Kriegsverdienstkreuz 2. Klasse[1]:558